# Michelle Rouillard
Michelle Rouillard (n. 28 octombrie 1986, Popayán, Cauca, Columbia) este un fotomodel columbian. A fost desemnată în 2008 Miss Columbia, iar în august 2009 a reprezentat Columbia la concursul Miss Univers. Și-a tăiat și vopsit părul pe neașteptate, dorind să atragă atenția juriului, însă a ocupat doar locul cincisprezece.